# الشاطئ الأزرق
كوت دازور (المعروف محليًا باسم الشاطئ الأزرق)، منتجع شاطئي يقع على بعد 8 كيلومترات (5.0 ميل) شمال اللاذقية في سوريا على طول ساحل البحر الأبيض المتوسط في موقع ذي أهمية أثرية يُدعى رأس ابن هاني. تم بناءه سنة 1987، وتمت إعادة البناء سنة 1999، وهو بارتفاع 7 طوابق.
تزدحم المنطقة خلال فصل الصيف بالعائلات السورية وكذلك عرب الخليج الراغبين في الهروب من حرارة بلدانهم. يشتهر المنتجع برماله النقية ومياهه الزرقاء الصافية، ويُعتبر أحد أكثر المناطق المشهورة عالميا على النمط الغربي في البلاد كونه موطنًا لفنادق الخمس نجوم في اللاذقية بالإضافة إلى احتواءه على شقق خاصة للعطلات ومخيم. يوفر المنتجع رياضة التزلج على الماء وركوب الأمواج شراعيًا ودواسات، وتزدحم الشوارع المحيطة بالمنتجع بالعديد من المتاجر التي تبيع ملابس السباحة والهدايا التذكارية.

## خلفية
سميت المنطقة على اسم «الشاطئ الأزرق» لأن مياهه تبدو زرقاء على أرضية قاع البحر الصخرية، وهو «يشبه بذلك كثيراً من الأمكنة حول العالم التي تحمل نفس الاسم، مثل الشاطئ الفرنسي».
اشتهرت المنطقة أكثر فأكثر بعد إقامة المنتجع السياحي الذي حمل نفس اسم المنطقة، وبدأت رحلتها التغيير الاقتصادي الفعلي منذ أواخر السبعينيات بعد إقامة المنتجع المذكور، قبل إنشاء المنتجع كانت المنطقة ممراً إلى رأس «ابن هاني» و«أوغاريت»، والنشاط الأكثر وجوداً كان صيد السمك في المنطقة المحيطة والسباحة، أما رأس «ابن هاني» فمعروف أنه مركز قديم للحياة في المنطقة منذ عشرات السنين، بعد افتتاح المنتجع ومن بعده الميريديان تغيرت الصورة باتجاه استقطاب الحياة والأعمال حول الساحة الرئيسة التي تحولت إلى محور أساسي في المنطقة، ونشأت بفضل ذلك محال وأعمال وتجارة متنوعة أغلبها تولاه أهل المنطقة من «دمسرخو» و«المروج»، وغيرها.

## المواصفات

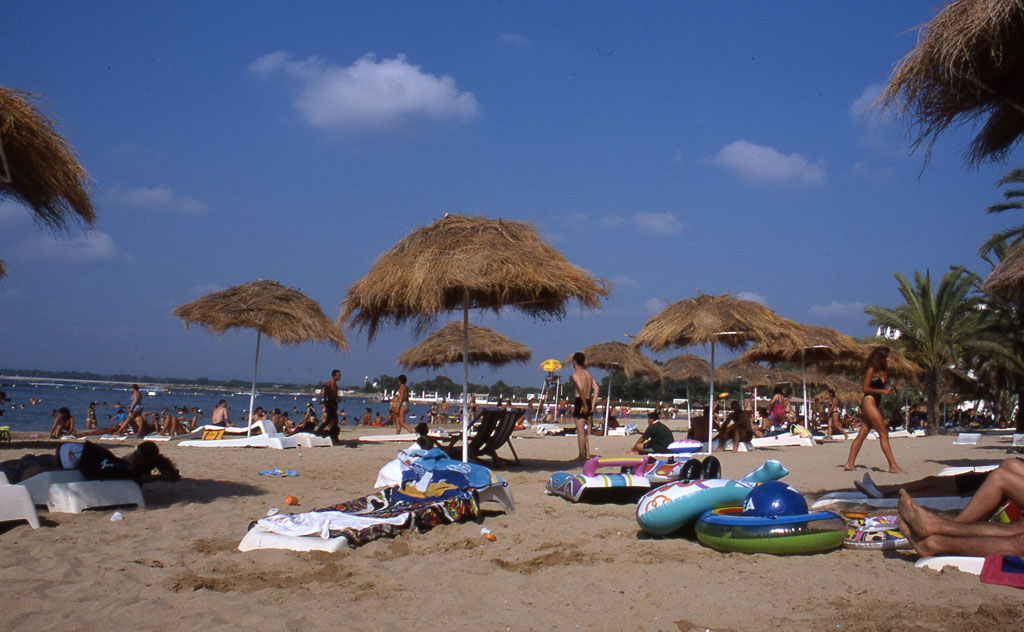
شاطئ المنتجع

- عدد الغرف: 1150[4]
- عدد الأسرة: 3000
- نوع المنشأة: فندق
- السوية: خمس نجوم
- الهاتف: 428700

## الموقع
- 10كم إلى مركز المدينة
- 10كم إلى محطة الباص
- 10كم إلى محطة القطار
- 25كم إلى مطار اللاذقية الدولي